# Лилле, Эльмар Эвальдович
Эльмар (Альмар) Эвальдович Лилле (28 января 1929 — 6 сентября 1993, Екатеринбург) — советский лыжник и тренер по лыжным гонкам. Выступал на всесоюзном уровне в середине 1940-х — конце 1950-х годов, серебряный призёр чемпионата СССР, чемпион страны среди юношей, представитель лыжной сборной Вооружённых Сил и спортивного клуба «Уралмаш», мастер спорта СССР по лыжным гонкам. Также известен как спортивный организатор и функционер.

## Биография
Родился 28 января 1929 года.
Ещё во время Великой Отечественной войны в декабре 1944 года в возрасте шестнадцати лет трудоустроился столяром в цехе № 109 на Уральском заводе тяжёлого машиностроения в городе Свердловске. Помимо работы на производстве, поступил в заводскую центральную секцию по лыжному спорту и приступил к подготовке под руководством заслуженного тренера Людмилы Петровны Горностаевой.
Дебютировал на соревнованиях всесоюзного уровня уже в 1945 году. В 1946 году вошёл в состав свердловской городской команды по лыжным гонкам и одержал победу на юношеском первенстве Советского Союза в программе эстафеты 4 × 5 км. Год спустя на всесоюзном первенстве среди юниоров выиграл серебряную медаль в эстафете и занял четвёртое место в индивидуальной гонке на 10 км.
В период 1950—1960 годов Лилле проходил службу в рядах Вооружённых Сил СССР, состоял в свердловском СКА. Наибольшего успеха в своей спортивной карьере добился в сезоне 1952 года, когда попал в основной состав сборной команды Советской Армии и выступил на домашнем чемпионате СССР в Свердловске, где совместно с партнёрами Александром Храмцовым, Николаем Соболевым и Павлом Шигановым завоевал награду серебряного достоинства в беге патрулей на 30 км — в этой гонке их обошли только титулованные лыжники другой армейской команды Пётр Володин, Анатолий Борин, Виктор Бутаков и Евгений Коротков. За это выдающееся достижение по итогам сезона удостоен звания «Мастер спорта СССР».
После завершения спортивной карьеры в 1960—1968 годах работал тренером по лыжным гонкам в коллективе физической культуры «Уралмаша», состоял в заводском спортивном клубе и возглавлял заводскую сборную команду по лыжным гонкам. С 1969 года занимал должность заведующего лыжной базой в Свердловске. Отличник физической культуры и спорта.
Умер 6 сентября 1993 года в Екатеринбурге в возрасте 63 лет. Похоронен на Северном кладбище.